# Rauhaarige Wicke
Die Behaarte Wicke (Vicia hirsuta), auch Rauhaarige Wicke oder Acker-Wicke genannt, ist eine Pflanzenart, die zur Gattung der Wicken (Vicia) in der Unterfamilie der Schmetterlingsblütler (Faboideae) innerhalb der Familie der Hülsenfrüchtler (Fabaceae) gehört.

## Beschreibung

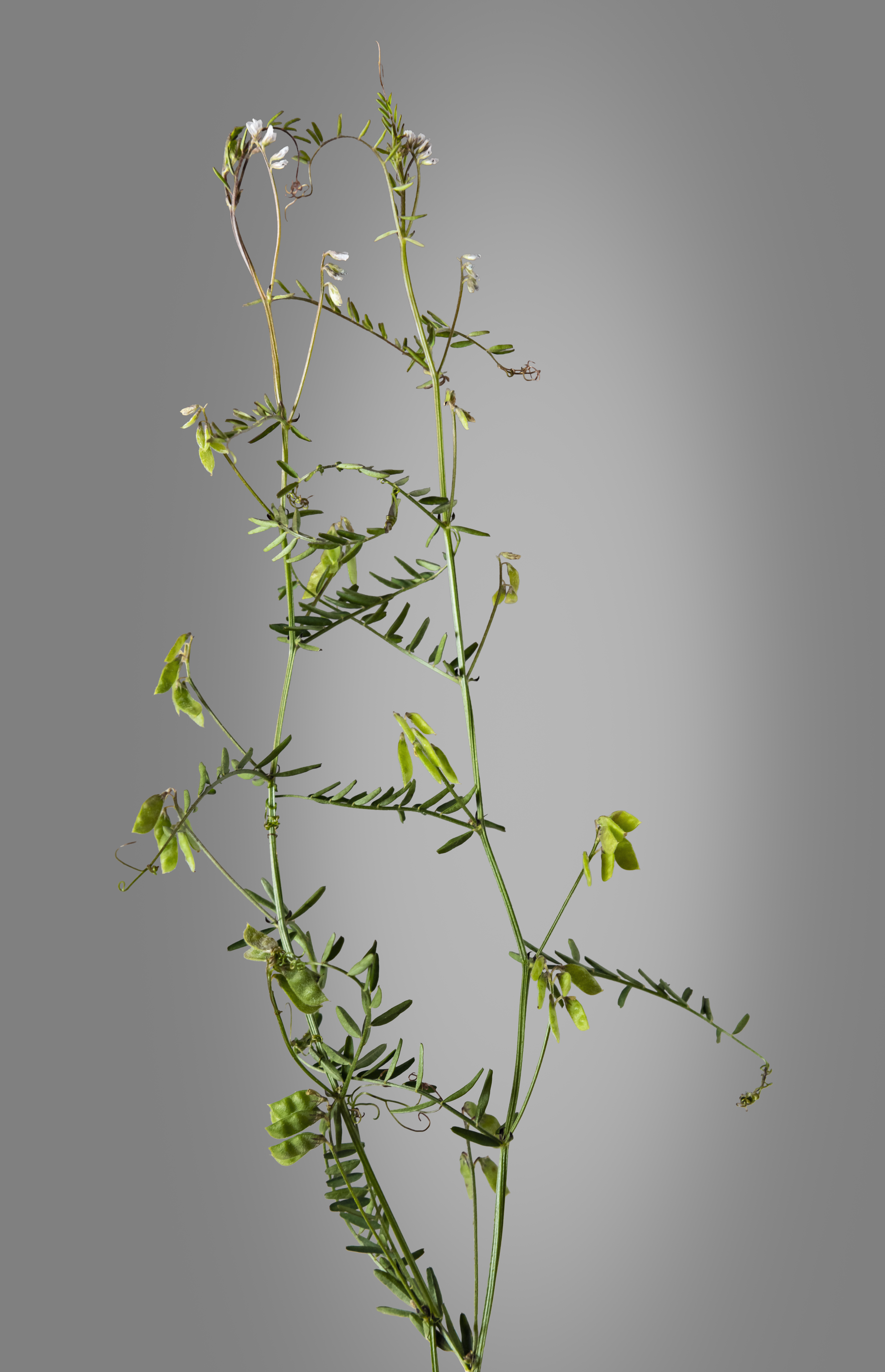
Stängel mit Laubblättern, Blütenständen und Früchten

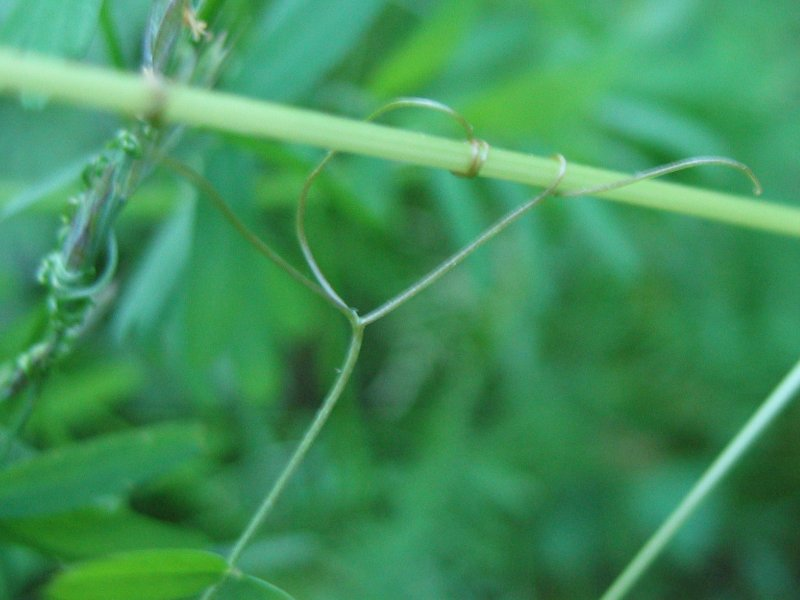
Blattranke

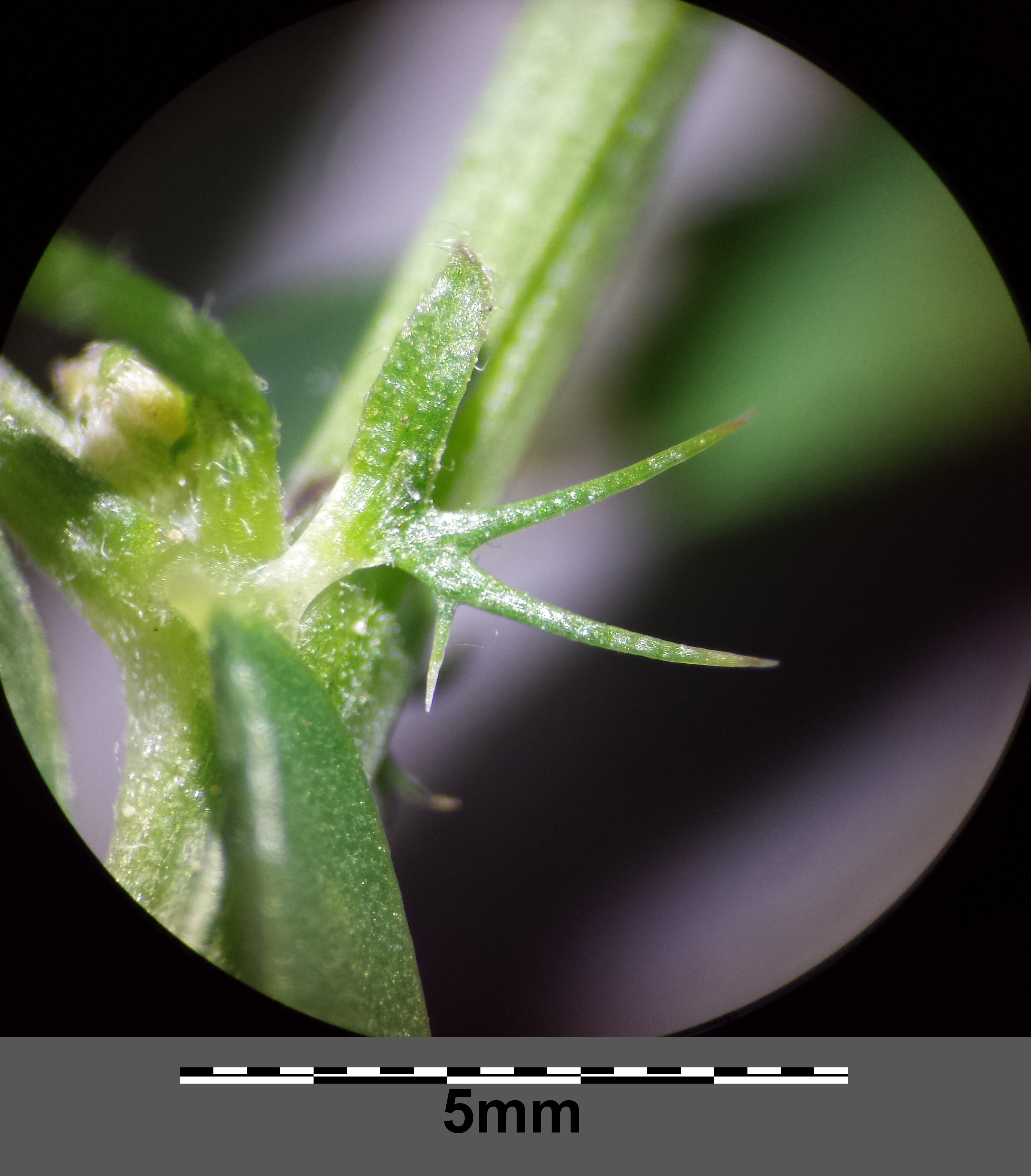
Stängel mit Nebenblatt

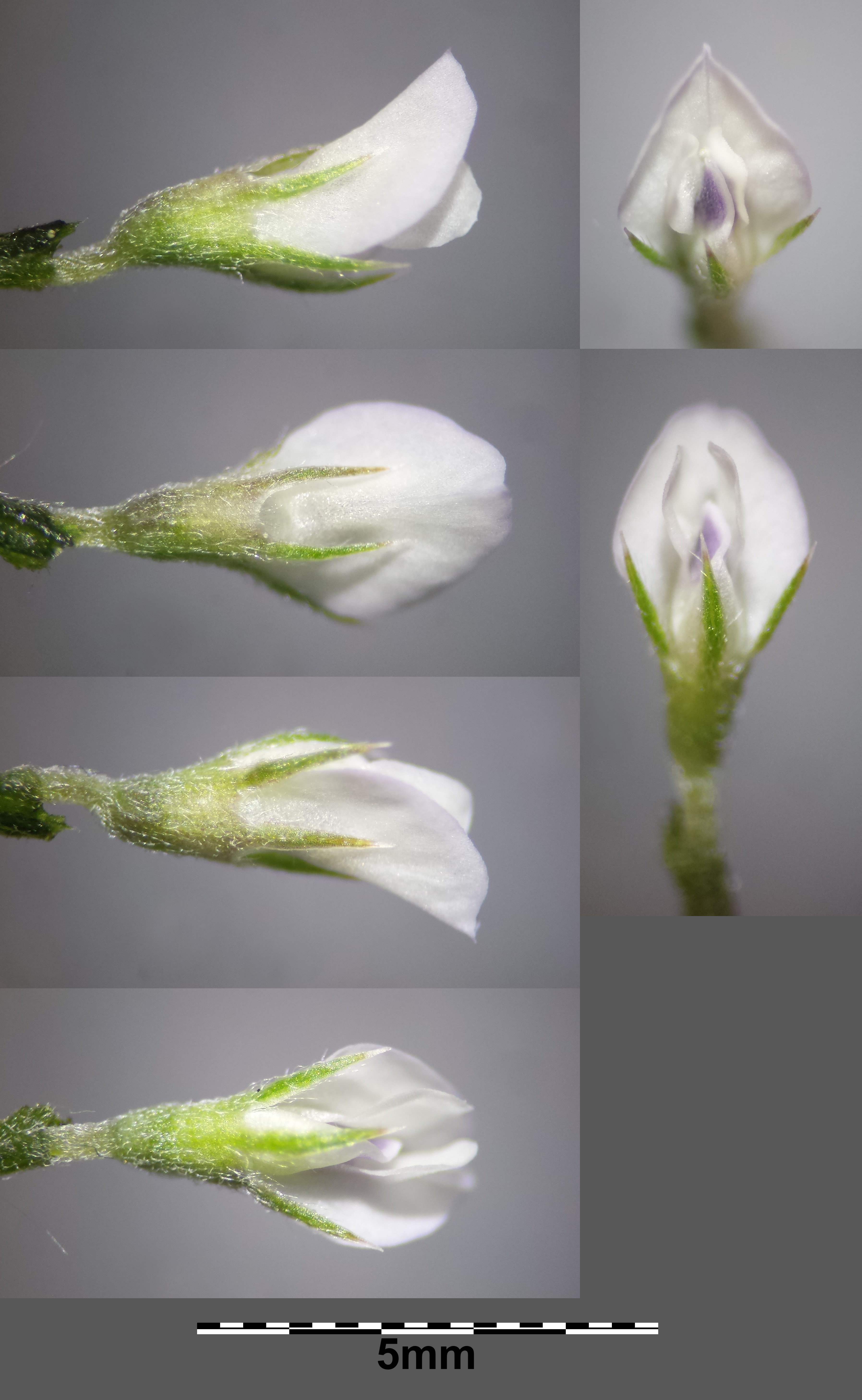
Blüte

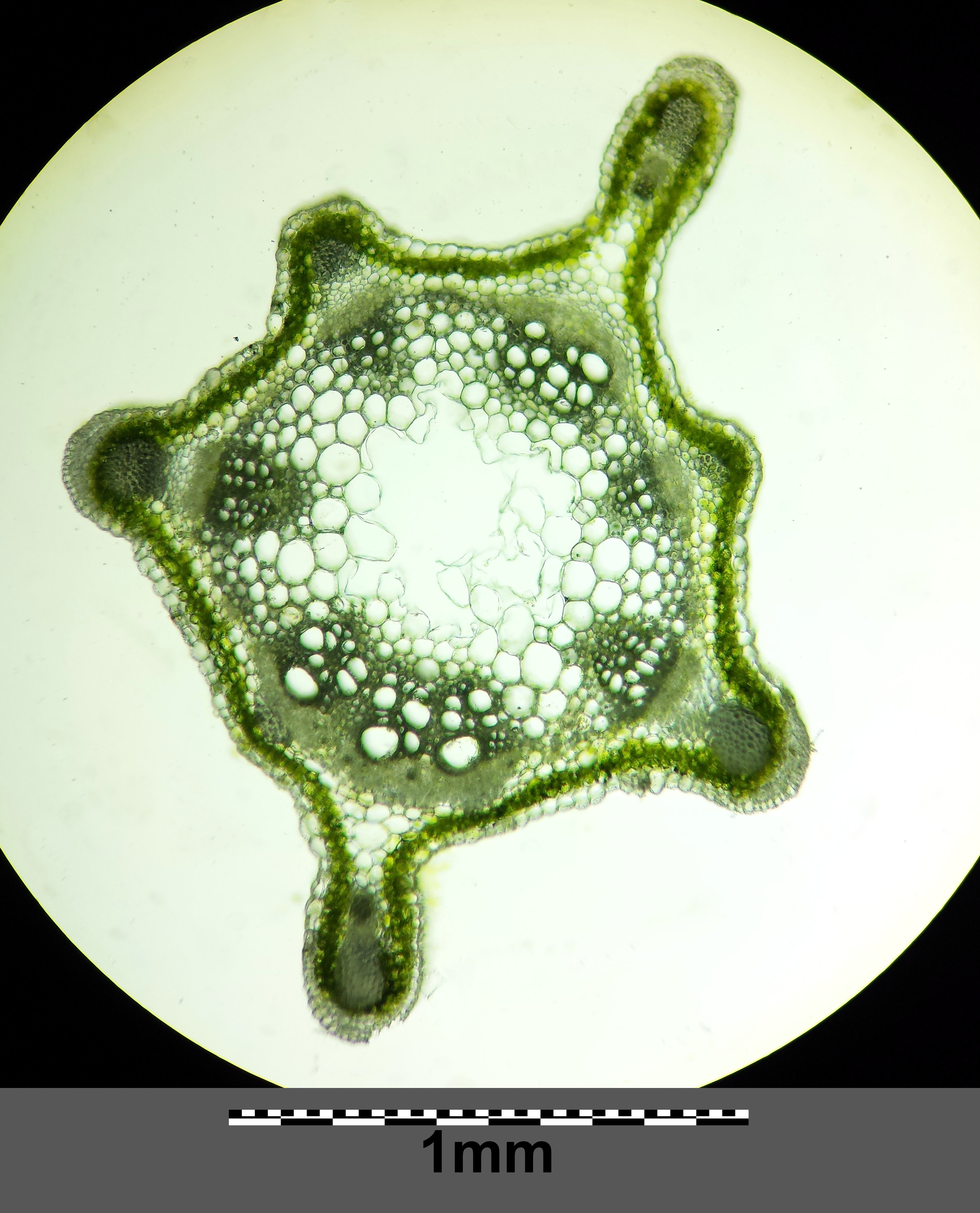
Der Stängel ist im Querschnitt deutlich (vier)kantig.

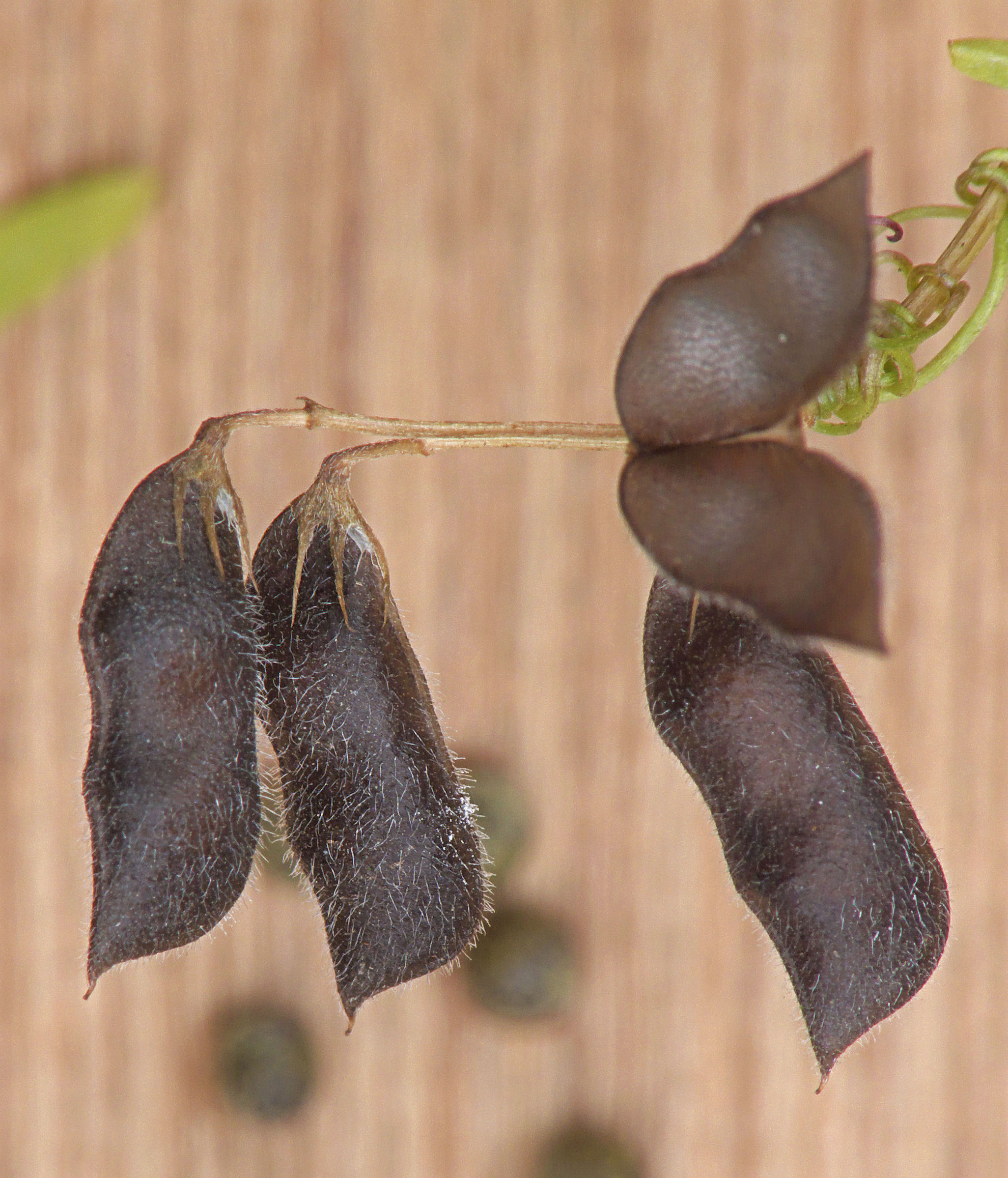
Reife Hülsenfrüchte

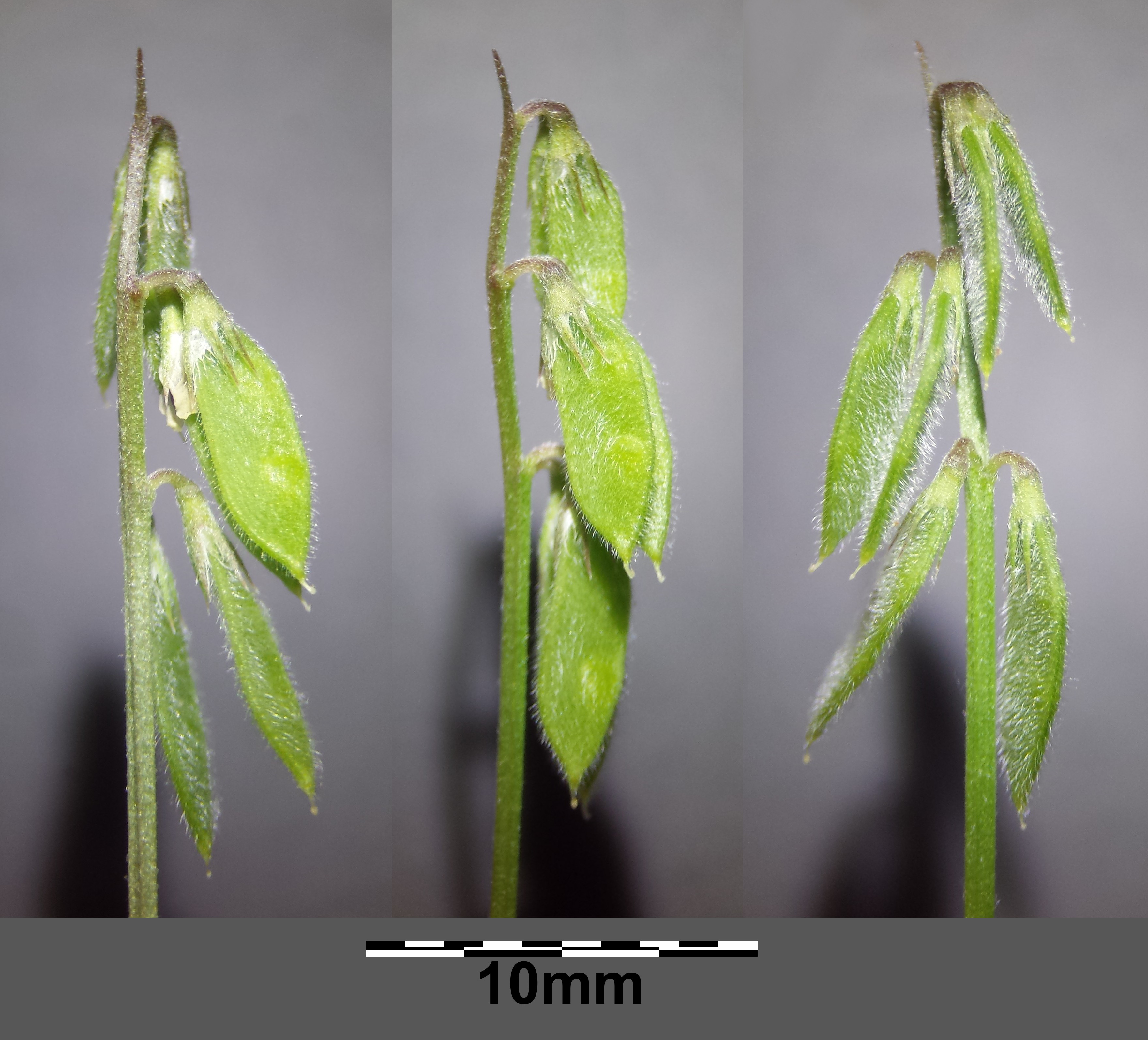
Behaarte Hülsenfrüchte

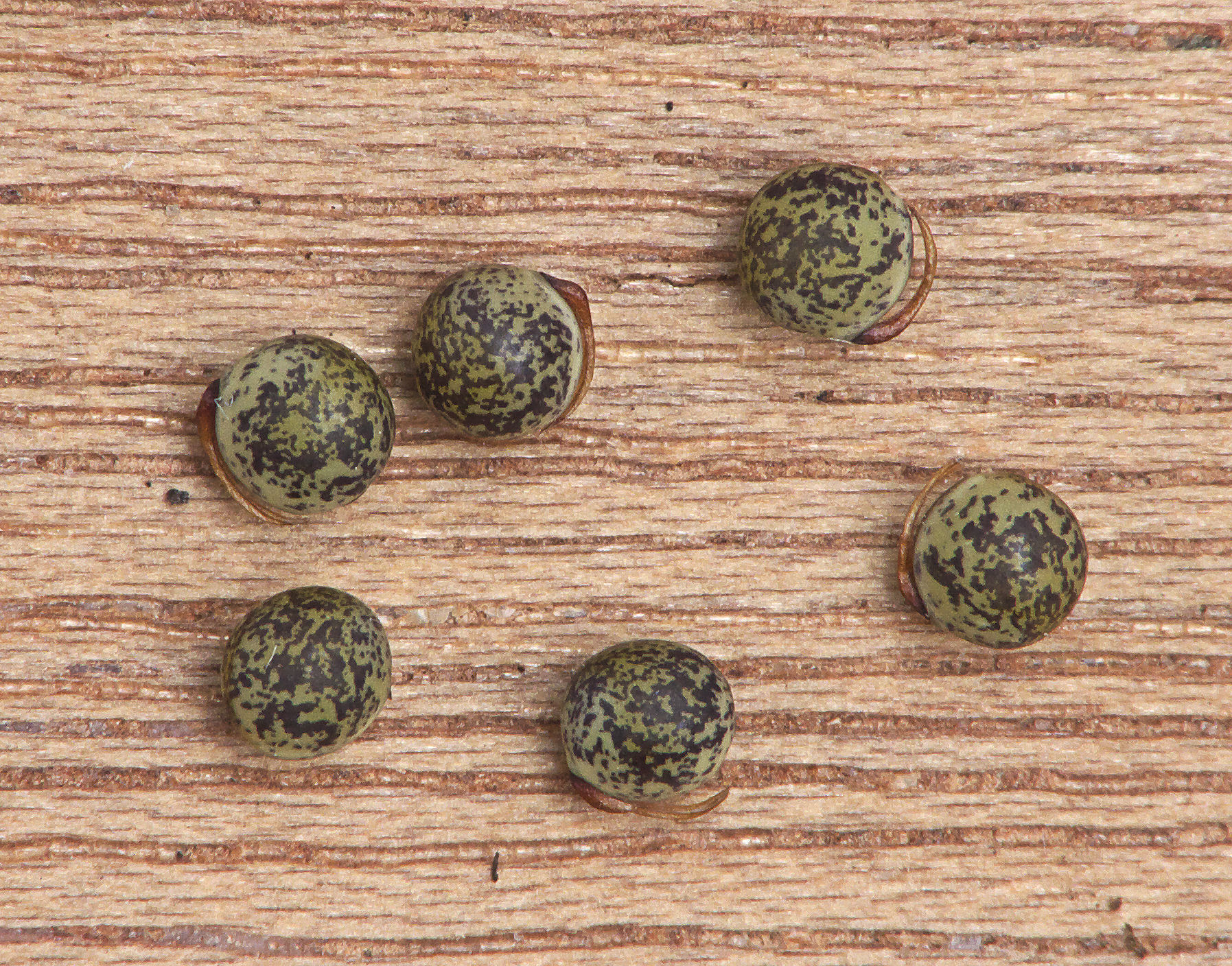
Samen

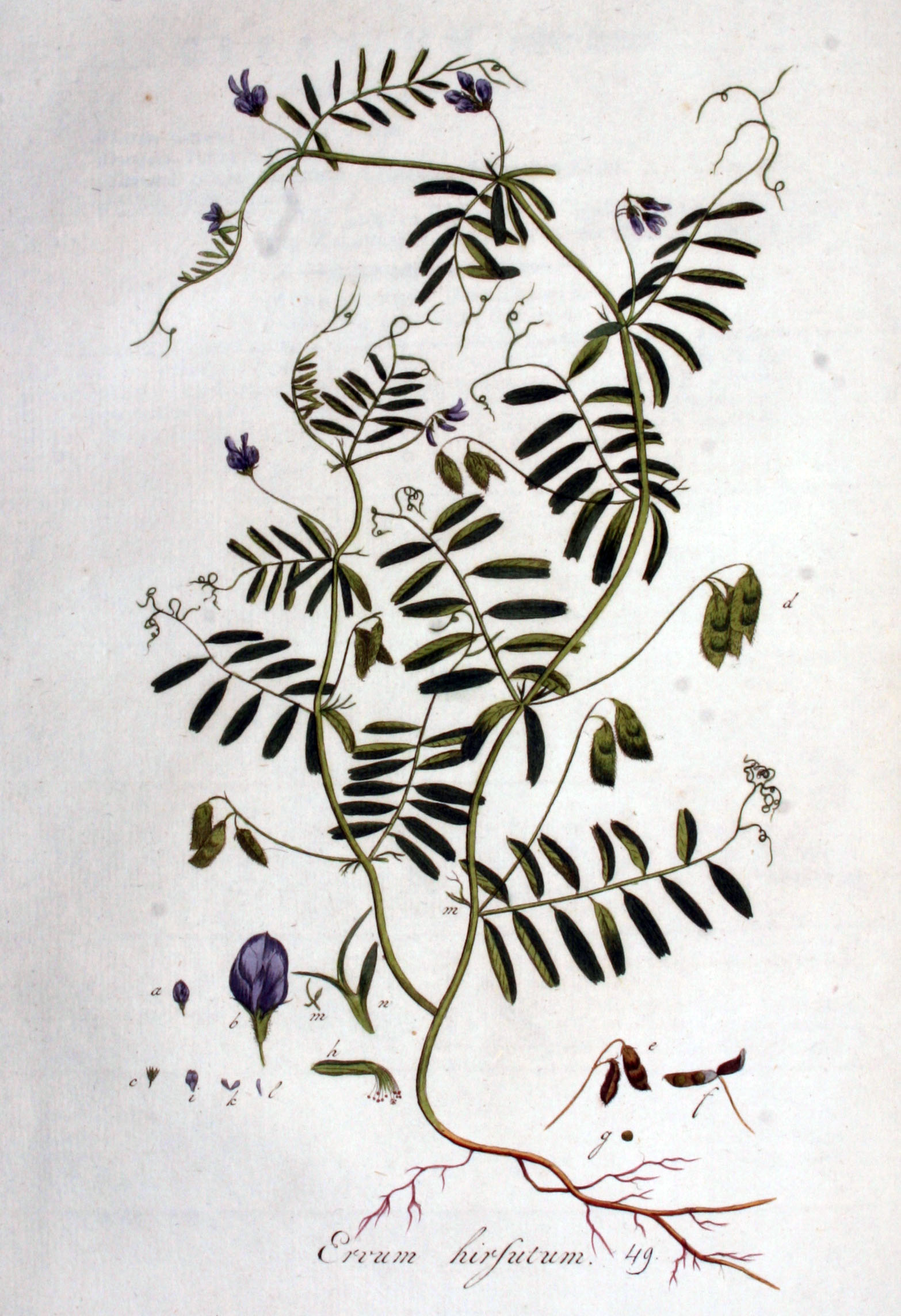
Illustration aus Flora Batava, Volume 1

### Vegetative Merkmale
Die Behaarte Wicke ist eine einjährige krautige Pflanze und erreicht Wuchshöhen von 15 bis, meist 20 bis 60 Zentimetern. Die meist zahlreichen niederliegenden oder kletternden Stängel sind vierkantig, dünn, schlaff und von Grund an verzweigt, zerstreut anliegend behaart.
Die wechselständig am Stängel angeordneten Laubblätter sind sitzend, aber die Teilblättchen sind gestielt. Die paarig gefiederten Blattspreiten besitzen an ihrem oberen Ende eine meist verzweigte Ranke und vier, acht, zehn oder selten 16 Paare Fiederblättchen. Die Fiederblättchen sind bei einer Länge von 5 bis 20 Millimetern sowie einer Breite von 1 bis 3 Millimetern schmal. linealisch und sind am oberen Ende häufig ausgerandet oder gestutzt. Die beiden Nebenblätter sind stets gleichartig.

### Generative Merkmale
Die Blütenstandsschäfte sind relativ lang und etwa halb so lang wie das nächste Laubblatt, mit 1 bis 3 Millimeter langem, grannenartigem Fortsatz. Die traubigen Blütenstände enthalten meistens drei bis sechs oder bis zu acht Blüten, selten aber auch nur eine oder bis zu zehn Blüten. Die Blüten sind an kurzen Blütenstielen nickend.
Die zwittrige Blüte ist bei einer Länge von meist 3 bis 4 (2 bis zu 8) Millimetern zygomorph mit doppelter Blütenhülle. Der Kelch mehr als halb so lang wie die Krone und die gleich langen Kelchzähne sind wenig länger als die Kelchröhre. Die weißen, weißlichen oder bläulich-weißen Kronblätter sind meist blau geadert und sind der Form von Schmetterlingsblüten angeordnet. Die Fahne ist am oberen Ende meist violett. Das Schiffchen ist kürzer als die Flügel.
Die weich, dicht und kurz behaarte und verkahlende Hülsenfrucht ist 6 bis 11 Millimeter lang sowie 3 bis 4 Millimeter breit und enthält zwei Samen.
Die Chromosomengrundzahl beträgt x = 7; es liegt Diploidie mit einer Chromosomenzahl von 2n = 14 vor.

## Ökologie und Phänologie
Bei der Behaarten Wicke handelt es sich um einen mesomorphen Therophyten.
Sie ist eine einjährige, weithin kriechende Kletterpflanze. Vegetative Vermehrung ist durch Ausläufer gegeben. Sie wurzelt bis 60 Zentimeter tief. 
Sie kann in konkurrenzschwachen Wintergetreidebeständen des Organischen Landbaus in hoher Dichte und Masse auftreten; die Folge sind Ertrags- und Qualitätsverluste sowie Ernteerschwernisse. Maßnahmen zur Steigerung der Konkurrenzkraft des Getreides wie die Sortenwahl oder die Erhöhung der Stickstoffversorgung reichen bei starkem „Unkrautdruck“ nicht aus bzw. die notwendigen rasch wirksamen Stickstoffdünger stehen nicht zur Verfügung.
Ihre Blüten sind sehr kleine „Schmetterlingsblumen mit Klappmechanismus“. Sie bieten reichlich Nektar an und werden deshalb häufig von Insekten, vor allem von Bienen besucht. Auch Selbstbestäubung findet statt. Die Blütezeit reicht von Juni bis Juli.
Die Hülsenfrüchte enthalten zwei kugelige, nur 9 mg schwere Samen. Die Hülsenfrüchte sind Austrocknungsstreuer mit Rollsamen. Auch Zufallsausbreitung über den Darm von Huftieren und Bearbeitungsverbreitung durch Tauben usw. findet statt, daneben ist Menschenausbreitung über Erdbewegungen und Saatgutverunreinigung möglich. Fruchtreife erfolgt von Juli bis Oktober.

## Vorkommen
Vicia hirsuta ist in Makaronesien, Nord-. Ostafrika bis zum tropischen Afrika, von Europa über Westasien, dem Kaukasusraum bis Sibirien, Zentral- und Ostasien und auf dem Indischen Subkontinent weitverbreitet. Es gibt Fundortangaben für die Kanarischen Inseln, Madeira, Algerien, Marokko, Tunesien, Ägypten, Äthiopien, Kenia, Tansania, Uganda, den östlichen Teil der Demokratischen Republik Kongo, Ruanda, das südwestliche Angola, Afghanistan, Zypern, Iran, selten im nördlichen Irak, den Libanon, Syrien, Türkei, Armenien, Aserbaidschan, Georgien, Checheno-Ingushetien, Dagestan, Karačaevo-Čerkesskaja Respublika, Krasnodar, Nord-Ossetia, Stavropol, Altay, Buryatia, Chelyabinsk, Hakasija, Respublika, Irkutsk, Oblast Kemerovskaja, Krasnoyarsk, Oblast Kurganskaja, Novosibirsk, Omsk, Sverdlovsk, Tomsk, Tyumen, Tyva, Yakutia-Sakha, Turkmenistan, China, Taiwan, Korea, die japanischen Inseln Honshu, Kyushu sowie Shikoku, Bhutan, Nepal, das nordwestliche Indien, das nördliche Pakistan und weite Teile Europas. In ganz Deutschland ist sie weit verbreitet, nur im Alpenraum selten anzutreffen. Sie ist in vielen Gebieten der Welt ein Neophyt.
Die Behaarte Wicke wächst auf sandigen, lehmigen, oft sauren Äckern, an trockenen bis mäßig feuchten Ruderalstellen, in Trockengebüschen, auf Trockenrasen und Wiesen. Sie gilt als eine kalkmeidende Pflanze.
Die ökologischen Zeigerwerte nach Landolt et al. 2010 sind in der Schweiz: Feuchtezahl F = 2+w (frisch aber mäßig wechselnd), Lichtzahl L = 4 (hell), Reaktionszahl R = 3 (schwach sauer bis neutral), Temperaturzahl T = 4 (kollin), Nährstoffzahl N = 3 (mäßig nährstoffarm bis mäßig nährstoffreich), Kontinentalitätszahl K = 3 (subozeanisch bis subkontinental).
Pflanzensoziologisch ist sie in Mitteleuropa eine Charakterart der Ordnung Centauretalia cyani, kommt aber auch in Pflanzengesellschaften des Verbands Sisymbrion, der Ordnung Origanetalia oder der Klasse Sedo-Scleranthetea vor.

## Taxonomie
Die Erstveröffentlichung erfolgte 1753 unter dem Namen (Basionym) Ervum hirsutum durch Carl von Linné in Species Plantarum, Tomus II, Seite 738. Die Neukombination zu Vicia hirsuta (L.) Gray wurde 1822 durch Samuel Frederick Gray in Natural Arrangement of British Plants, Band 2, Seite 614 veröffentlicht.

## Nutzung
Die Behaarte Wicke ist essbar und wird oder wurde manchenorts zur Nahrungsmittelnutzung angebaut. Ihre Samen werden oder wurden als Linsenersatz verwendet.